# Cristóvão Artur Chume
Cristóvão Artur Chume (ur. 1 maja 1971 w Maputo) – mozambicki polityk i wojskowy w stopniu major-generała, od 2021 roku minister obrony narodowej. W 2021 roku był dowódcą armii Sił Zbrojnych Mozambiku.

## Życiorys

### Wykształcenie i działalność naukowa
W 1994 roku ukończył szkołę oficerską. W tym samym roku został pomocniczym komendanta Szkoły Wojskowej im. Marechala Samory Machela w stopniu chorążego. W 2001 roku, w stopniu majora, został Szefem Sztabu i Doradcą Prawnym Komendanta Szkoły Wojskowej, w tym samym roku został wykładowcą na Katolickim Uniwersytecie Mozambiku na Wydziale Prawa oraz Wydziale Edukacji i Komunikacji. W 2002 roku uzyskał licencjat z prawa na Katolickim Uniwersytecie Mozambiku. W 2005 roku został Szefem Biura Prawnego Sztabu Generalnego Wojska Mozambickiego (w stopniu podpułkownika). W 2016 roku uzyskał tytuł magistra w dziedzinie nauk politycznych i afrykańskich na Universidade Pedagógica de Maputo. W lutym 2019 roku został mianowany komendantem Szkoły Wojskowej im. Marechala Samory Machela. 

### Kariera wojskowa i polityczna
W 2005 roku został Szefem Biura Prawnego Sztabu Generalnego Wojska Mozambickiego (w stopniu podpułkownika). W 2008 roku został szefem sztabu ministra obrony narodowej, następnie od 2011 do 2019 roku był dyrektorem ds. polityki obronnej w Ministerstwie Obrony Narodowej. W 2019 roku uzyskał stopień generała majora. Od marca do listopada 2021 roku był dowódcą armii Sił Zbrojnych Mozambiku.
11 listopada 2021 roku został mianowany ministrem obrony narodowej. Zastąpił na tej funkcji Jaime Neto.

## Życie prywatne
Jest żonaty, para ma czworo dzieci – trzy córki i jednego syna. Deklaruje znajomość języka portugalskiego i angielskiego.

## Odznaczenia i wyróżnienia
- Medal Rozjemcy (Brazylia)[1]
- Medal Zasługi Santos Drumont (Brazylia)[1]
- Medal Zasługi Wojskowej (Mozambik)[1]
- Medal za długoletnią służbę (Mozambik)[1]
- Medal za Wzorową Służbę (Mozambik)[1]